# Иркенлек
Иркенлек (баш. Иркенлек) — деревня в Нуримановском районе Республики Башкортостан Российской Федерации. Входит в состав Красногорского сельсовета. 

## География

### Географическое положение
Находится на левом берегу реки Уфы.
Расстояние до:
- районного центра (Красная Горка): 16 км,
- центра сельсовета (Красная Горка): 16 км,
- ближайшей ж/д станции (Иглино): 67 км.

## Население
| 2002 | 2009 | 2010 |
| ---- | ---- | ---- |
| 2    | ↘0   | →0   |

Национальный состав
Согласно переписи 2002 года, преобладающая национальность — татары (100 %).